# کاروان‌سرای ملک (رشت)
کاروانسرای ملک رشت مربوط به دوره قاجار است و در رشت، خیابان شریعتی، کوچه بازار واقع شده و این اثر در تاریخ ۱۱ شهریور ۱۳۸۲ با شمارهٔ ثبت ۹۹۱۶ به‌عنوان یکی از آثار ملی ایران به ثبت رسیده است.